# Assioma dell'unione
Nella teoria degli insiemi, l'assioma dell'unione è uno degli assiomi della teoria degli insiemi di Zermelo-Fraenkel.
Nel linguaggio formale degli assiomi di Zermelo-Fraenkel, l'assioma si scrive:
{\displaystyle \forall A,\exists B,\forall c:c\in B\iff (\exists D:c\in D\land D\in A)}
oppure a parole:
Dato un generico insieme A, esiste un insieme B tale che, dato un generico elemento c, c è un elemento di B se e solo se esiste un insieme D tale che c è un elemento di D e D è un elemento di A.
Quindi quello che l'assioma sta realmente dicendo è che, dato un insieme A, possiamo trovare un insieme B i cui elementi sono esattamente gli elementi degli elementi di A. Per l'assioma di estensionalità questo insieme B è unico ed è chiamato unione di A, e indicato con ∪A. Assieme all'assioma della coppia implica che, per ogni coppia di insiemi, esiste un insieme che contiene esattamente gli elementi di entrambi. L'essenza dell'assioma è:
L'unione di un insieme è un insieme.
L'assioma dell'unione è generalmente considerato non controverso, e appare in questa forma o in una forma equivalente in quasi tutte le assiomatizzazioni alternative della teoria degli insiemi.
Si noti che non esiste nessun corrispondente assioma di intersezione.  Nel caso in cui A sia l'insieme vuoto, non esiste intersezione di A nella teoria degli insiemi di Zermelo-Fraenkel.
D'altra parte, se A ha qualche elemento B, allora possiamo formare l'intersezione ∩A come: {C : C in B e, per ogni D in A, C è in D} usando lo schema di assiomi di specificazione.